# Jan Pluta (muzyk)

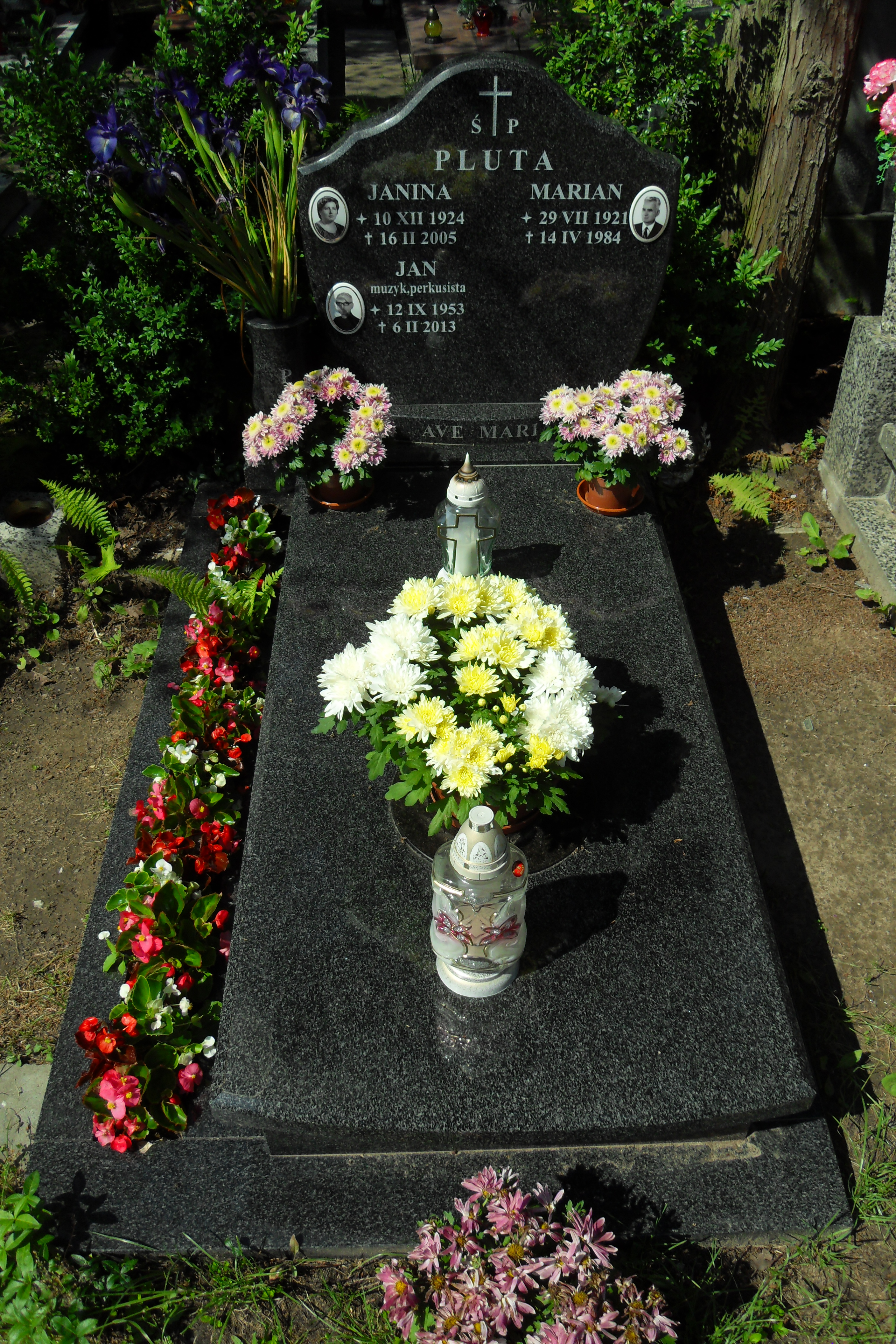
Rodzinny grobowiec muzyka na Cmentarzu Łostowickim w Gdańsku

Jan Marian Pluta (ur. 12 września 1953 w Gdańsku, zm. 6 lutego 2013 tamże) – polski muzyk, perkusista.

## Życiorys
Jesienią 1974 roku razem z Grzegorzem Skawińskim i Waldemarem Tkaczykiem założył trio pod nazwą Horoskop. Na repertuar formacji składały się m.in. utwory: Jimiego Hendrixa, Led Zeppelin, Deep Purple, Cream, Billy'ego Cobhama (Stratus), Tower of Power (Don't Change Horses), a także pierwsze kompozycje autorskie. Przez całą wiosnę i lato 1975 roku występowała ona w gdańskim klubie Medyk na tzw. fajfach oraz latem tegoż roku w sopockim Non Stopie. Podczas koncertu Horoskopu w jednym z trójmiejskich klubów, lider zespołu Akcenty – Sławomir Łosowski – usłyszał Plutę i zaproponował mu współpracę. Nieco później do zespołu Łosowskiego dołączyli Tkaczyk i Skawiński, a w roku 1976 Akcenty oficjalnie zmieniły nazwę na Kombi. Na przełomie lat 70. i 80. perkusista współpracował również z zespołami: Sekwens, Bumerang i Flash Band. W 1981 roku opuścił Kombi i osiedlił się w Niemczech. Po powrocie do kraju ponownie włączył się w tutejsze życie muzyczne i w latach 2003-2009 grał w grupie Kombii.
Był członkiem Akademii Fonograficznej ZPAV.
Zmarł po długiej i ciężkiej chorobie. 13 lutego 2013 roku prochy Jana Pluty spoczęły w grobie rodzinnym na gdańskim cmentarzu Łostowickim.

## Dyskografia

### Albumy
- Kombi - Kombi (1980)[10]
- Kombi - Królowie życia (1981)[11]
- Kombi - 10 Years – The Best of Kombi – Live (1986)[12]
- Krzysztof Ścierański trio - No Radio (1992)[13]
- Krzysztof Cugowski - Integralnie (2001)[14]
- Kombii - C.D. (2004)[15]
- Kombii - Ślad (2007)[16]
- J.M. Pluta - Two Different Ways (2007)
- Kombii - D.A.N.C.E. (2008)[17]
- Janusz Popławski – Zapowiedź tajemnicy (nagrania radiowe z lat 1977-1983[18] – część z nich to utwory zespołów Bumerang[19] i Flash Band w których grał J. Pluta[7]) (2021)[20]